# Bichota
Bichota è un singolo della cantante colombiana Karol G, pubblicato il 23 ottobre 2020 come terzo estratto dal terzo album in studio KG0516.

## Descrizione
Il brano, premiato con due riconoscimenti al Premio Lo Nuestro, tratta di temi «importanti» e «molto attuali» per la cantante come l'inclusione e l'empowerment.

## Promozione
Karol G ha eseguito Bichota nell'ambito degli MTV Europe Music Awards l'8 novembre 2020.

## Video musicale
Il video musicale, diretto da Colin Tilley, è stato reso disponibile in concomitanza con l'uscita del brano.

## Tracce
Testi e musiche di Carolina Giraldo Navarro, Cristian Andrés Salazar, Daniel Echavarria Oviedo, Julio Manuel González Tavárez e Justin Rafael Quiles.
1. Bichota – 2:58

## Classifiche

### Classifiche settimanali
| Classifica (2020-22)  | Posizione massima |
| --------------------- | ----------------- |
| Argentina             | 1                 |
| Colombia              | 2                 |
| Costa Rica            | 2                 |
| El Salvador           | 1                 |
| Messico               | 2                 |
| Paraguay              | 145               |
| Perù                  | 1                 |
| Portogallo            | 99                |
| Repubblica Dominicana | 1                 |
| Spagna                | 4                 |
| Stati Uniti           | 72                |

### Classifiche di fine anno
| Classifica (2021) | Posizione |
| ----------------- | --------- |
| Spagna            | 53        |